# Funk, Inc.
Funk, Inc. est un groupe américain de jazz funk / soul jazz, fondé à Indianapolis en 1969 par Bobby Watley, Eugene Barr, Steve Weakley, Jimmy Munford et Cecil Hunt. Watley, originaire de l'Ohio, est un ancien batteur, passé à l'orgue dans le groupe de Lonnie Smith. Munford a joué de la batterie pour James Brown. Au début des années 1970, ils signent sur le label Prestige Records pour lequel ils enregistrent cinq albums, avant de se séparer en 1976.
La scène acid jazz britannique ayant attiré l'attention sur le travail de Funk, Inc., Bobby Watley organise une nouvelle formation comprenant Cecil Hunt et les nouveaux venus Teddy Patterson, Doug Swanigan et Phil Brines. En 1995, le groupe enregistre, à nouveau pour Prestige, l'album Urban Renewal.
L'ancien membre Cecil Hunt, né le 27 juillet 1940, meurt le 12 avril 2015 dans sa ville natale d'Indianapolis.

## Héritage et influence
À partir des années 1980, la musique de Funk, Inc., particulièrement la chanson Kool is Back, est samplée par de nombreux artistes de hip-hop. On peut l'entendre notamment dans les morceaux Owner of a Lonely Heart de Yes (1983), Beat Box de Art of Noise (1983), AJ Scratch de Kurtis Blow (1984), The New Style des Beastie Boys (1986), Get Down de LL Cool J (1987), Get Into It de Big Daddy Kane (1987), Megablast (1987) et Welcome to the Terrordome (1989) de Public Enemy, Girl You Know It's True de Milli Vanilli (1988), Let's Talk About Sex de Salt-N-Pepa (1990), Soul Soul de Suprême NTM (1991), Break 'Em Off Some de Cypress Hill (1993), Stuck de Limp Bizkit (1997) ou The Story of O.J. de Jay-Z (2017). Le site WhoSampled en recense 575 versions.
The Better Half est utilisée par Ice Cube feat. Chuck D dans Endangered Species (Tales From the Darkside), Boogie Down Productions dans Sex and Violence (1992) et Suprême NTM dans Dans Le Vent (1993). God Only Knows est samplée par Ice-T dans sa chanson 99 Problems (1993).

## Composition du groupe

### Formation originale
- Bobby Watley – orgue
- Eugene Barr – saxophone ténor
- Steve Weakley – guitare
- Jimmy Munford – batterie
- Cecil Hunt – percussions

### Nouveaux membres
- Teddy Patterson – sax alto et ténor
- Doug Swanigan – guitare
- Phil Brines – batterie

## Discographie

### Albums studios
| Année                                  | Titre           | Meilleure position dans les charts | Meilleure position dans les charts |
| Année                                  | Titre           | US Jazz                            | US R&B                             |
| -------------------------------------- | --------------- | ---------------------------------- | ---------------------------------- |
| 1971                                   | Funk, Inc.      | —                                  | 45                                 |
| 1972                                   | Chicken Lickin' | 27                                 | —                                  |
| 1973                                   | Hangin' Out     | 9                                  | —                                  |
| 1973                                   | Superfunk       | 14                                 | 31                                 |
| 1974                                   | Priced to Sell  | —                                  | 30                                 |
| 1995                                   | Urban Renewal   | —                                  | —                                  |
| "—" désigne les versions non classées. |                 |                                    |                                    |

### Compilations
- 1988 : Acid Inc : The Best of Funk Inc.